# Кристиансен, Хенрик (пловец)
Хенрик Кристиансен (норв. Henrik Christiansen, род. 9 октября 1996 года) — норвежский пловец, призёр чемпионатов мира и Европы, участник Олимпийских игр 2016, 2020 и 2024 годов. Призёр юношеских Олимпийских игр 2014 года. Специализируется в плавании вольным стилем на средние и длинные дистанции.

## Карьера
Родился в городе Шедсму. Он занял пятое место на чемпионате мира на дистанции 800 метров вольным стилем в 2015 году с результатом 7.45.66 и установил новый норвежский рекорд.
Он установил национальный рекорд на дистанции 400 метров во время чемпионата Европы на короткой воде в Израиле в 2015 году, занял итоговое четвертое место. Результат 3.40.32. Затем он установил норвежский и скандинавский рекорд на дистанции 1500 метров. Время 14.23.60 и взял бронзу.
Был удостоен титула «Прорыв года» в Норвегии на итоговом спортивном мероприятии 2016 года.
На Чемпионатах Европы в 2016 и в 2018 году на дистанции 400 метров вольным стилем дважды подряд завоевал серебряную медаль.
На чемпионате мира по плаванию на короткой воде в декабре 2018 года норвежец на дистанции 400 метров вольным стилем завоевал серебряную медаль.